# 2022 EB5
كان 2022 EB5 كويكبًا صغيرًا يبلغ طوله مترين يمر بالقرب من الأرض ، تفكك في الغلاف الجوي للأرض في الساعة 21:22 بالتوقيت العالمي المنسق في 11 مارس 2022 ، فوق المحيط المتجمد الشمالي جنوب غرب جزيرة جان ماين النرويجية . مع سرعة دخول في الغلاف الجوي تبلغ 18 كم/ث (11 ميل/ث) ، أدى تأثير الكويكب إلى توليد كرة نارية تعادل 4 كيلو طن من التي إن تي ؛ تم اكتشافها بواسطة الموجات فوق الصوتية من جرينلاند والنرويج. تم الإبلاغ عن وميض ساطع ربما يرتبط بالحدث من قبل مراقبون من شمال أيسلندا .
تم اكتشافه من قبل عالم الفلك Krisztián Sárneczky في محطة Piszkéstető التابعة لمرصد كونكولي في جبال ماترا ، المجر قبل حوالي ساعتين من الاصطدام. 2022 EB5 هو خامس كويكب يتم اكتشافه قبل اصطدامه بالأرض. تم إدراجه لفترة وجيزة في صفحة تأكيد الأجسام القريبة من الأرض التابعة لمركز الكواكب الصغيرة تحت التعيين المؤقت Sar2593 .

الرسوم المتحركة لعام 2022 EB5 حول الشمس
,,

## أنظر أيضا
- توقع اصطدام الكويكب
- حدث التأثير
- 2008 TC3
- 2014 AA
- 2018 لوس أنجلوس
- 2019 مو
- 2022 WJ1
- WT1190F
- منظمة النيازك الدولية
- 2023 BU

## روابط خارجية
- 2022 EB_5 ، Daniel WE Green، Central Bureau Electronic Telegram ، Central Bureau for Astronomical Telegrams، 13 March 2022
- 2022 EB5
- 2022 EB5
- 2022 EB5 في قاعدة بيانات مختبر الدفع النفاث لأجرام النظام الشمسي الصغيرة

- الاكتشاف · مخطط المدار ·  العناصر المدارية · المعلمات المادية </img>